# Drepanocanthoides larreae
Drepanocanthoides larreae är en skalbaggsart som beskrevs av Horn 1887. Drepanocanthoides larreae ingår i släktet Drepanocanthoides och familjen Aphodiidae. Inga underarter finns listade i Catalogue of Life.